# Vlag van Durham
De vlag van het Engelse graafschap Durham werd in 2013 geregistreerd bij het Flag Institute als de vlag van de provincie, na het winnen van een online wedstrijd om een vlag voor de provincie te kiezen. Het ontwerp van de vlag is van de hand van Katie, Holly and James Moffat.

## Nieuwe vlag in 2013
Een wedstrijd voor het ontwerpen van een nieuwe vlag voor County Durham werd in juli 2013 gelanceerd op de blog van Andy Strangeway, die al vlaggen had opgesteld voor de Ridings of Yorkshire. De wedstrijd merkte op dat County Durham het enige traditionele graafschap in het noorden van Engeland was zonder vlag, na de goedkeuring van de vlaggen van Cumberland en Westmorland in 2011 en 2012.

## Eerdere vlag
County Durham gebruikte de vlag van Durham County Council al lang als een onofficiële vlag van de provincie. Deze vlag is de wapenvlag van de County Council, het wapen van de raad zelf gebaseerd op het wapen van de See of Durham (Azure a Cross Or between four Lions rampant Argent). In 1961 keurde de raad een wapen goed gebaseerd op dat van de See, met de leeuwen die zwaarden vasthielden en kronen droegen en de toevoeging van vijf zwarte ruiten om de kolenmijnindustrieën van het graafschap te vertegenwoordigen. Nadat de Local Government Act 1972 van kracht werd, verloor de raad grondgebied in het noorden aan Tyne and Wear en in het zuiden aan Cleveland, terwijl het het Startforth Rural District verwierf van de North Riding of Yorkshire Council. De armen van de County Council werden veranderd in hun huidige vorm door de centrale ruit te vervangen door een White Rose of York om het gebied van Yorkshire weer te geven dat het bestuurt.